# Monopsis lutea
Monopsis lutea là loài thực vật có hoa trong họ Hoa chuông. Loài này được (L.) Urb. mô tả khoa học đầu tiên năm 1881.